# Жан д'Ід
Жан д'Ід (фр. Jean d'Yd, справжні ім'я та прізвище — Поль Жан Фе́лікс Дідьє́ Перре́ (фр. Paul Jean Félix Didier Perret); 7 березня 1880, Париж, Франція — 14 травня 1964, Вернон, Ер, Франція) — французький актор театру та кіно.

## Біографія
Після навчання у Вищій національній консерваторії драматичного мистецтва Жан д'Ід дебютував як актор у 1910-х роках на сцені театру Одеон під керівництвом Андре Антуана. Грав ролі у постановках за творами Рене Фошу, Шекспіра («Троїл і Крессіда»), Гете («Фауст»), Мольєра («Удаваний хворий»). У 1920-х у паризькому Théâtre des Arts грав у виставі «Джаз» Марселя Паньоля, «Цезарі і Клеопатрі» Бернарда Шоу в постановці Жоржа Пітоєва та ін.
У кіно Жан д'Ід дебютував у 1923 році, знявшись у двох фільмах Жермен Дюлак — «Усміхнена мадам Беде» та «Графиня де Монсоро» за Александром Дюма, де зіграв роль Шико. У довоєнний період своєї творчої кар'єри знімався у фільмах режисерів Реймона Бернара — «Знедолені» (1934) та «Тартарен із Тараскона» (1934); Абеля Ґанса — «Наполеон» (1928) та «Кінець світу» (1931); Карла Теодора Дреєра — «Страсті Жанни д'Арк» (1928); Марселя Л'Ерб'є — «Сердечний союз» (1939) та ін. У 1942 році зіграв роль скомороха у класичному фільмі Марселя Карне «Вечірні відвідувачі».
Після Другої світової війни д'Ід знімався у Жульєна Дювів'є, Андре Каятта, Жана-Поля Ле Шануа, Крістіана-Жака, Жана Деланнуа та ін., загалом зігравши ролі, переважно другого плану, у понад 50-ти кінострічках. Продовжував також грати на сценах паризьких театрів.
Жан д'Ід є батьком акторів Клода д'Іда(1922—2009), Рене д'Іда, Берти д'Ід (1903—1990), Жинетт д'Ід (1913—2005) та дідом актора Дідьє д'Іда (1933—1991), сина Жинетт.

## Фільмографія
- 1923 : Усміхнена мадам Беде / La souriante Madame Beudet — мосьє Лабас
- 1923 : Графиня де Монсоро / La dame de Monsoreau — Шико
- 1923 : Пісня торжествуючої любові / Le chant de l'amour triomphant — слуга-індус
- 1923 : Клеймо вбивці / Gossette — майстер Марадес
- 1924 : Вискочка / L'arriviste — адвокат
- 1924 : Рука, яка вбила / La main qui a tué — інспектор Бреше
- 1927 : Наполеон / Napoléon vu par Abel Gance — Лябуссьєр
- 1928 : Страсті Жанни д'Арк / La passion de Jeanne d'Arc — Ніколя де Упвілль
- 1931 : Кінець світу / La fin du monde — мосьє Мюрсі
- 1931 : Фра-Дияволо / Fra Diavolo
- 1932 : Ти забудеш мене / Tu m'oublieras — Адольф Даутрів
- 1933 : Прямо в серце / Direct au coeur — другий журналіст
- 1933 : Ротшильд / Rothchild — професор
- 1934 : Тартарен із Тараскона / Tartarin de Tarascon — Лядовез
- 1934 : Знедолені / Les Misérables — директор школи
- 1938 : Безрадісна вулиця / La rue sans joie — адвокат
- 1939 : Сердечний союз / Entente cordiale — Джо Чемберлен
- 1940 : Емігрант / L'émigrante — головний інженер
- 1942 : Чоловіки без страху / Les hommes sans peur — медик
- 1942 : Вечірні відвідувачі / Les visiteurs du soir — скоморох
- 1942 : Дрібнички / Les petits riens
- 1943 : Вічне повернення / L'éternel retour — Амеді Фроссен, чоловік Гертруди
- 1944 : Фелісі Нантей / Félicie Nanteuil — доктор Сократ
- 1946 : Єрихон / Jericho — член ради
- 1947 : Любовні мрії / Rêves d'amour — Кадой
- 1947 : Комедіант / Le comédien — Люсьєн Гітрі
- 1948 : Останні канікули / Les dernières vacances — Вальтер Лерміньє
- 1948 : Лицар мертвого хреста / Le cavalier de Croix-Mort — Луї-Антуан
- 1948 : Полковник Дюран / Le colonel Durand
- 1949 : Фантомас проти Фантомаса / Fantômas contre Fantômas — невролог
- 1949 : А ось і красуня / La belle que voilà — Чеккаті
- 1950 : Правосуддя відбулося / Justice est faite — начальник релігійної школи
- 1950 : Бог потребує людей / Dieu a besoin des hommes — Корентен Гурвеннік
- 1952 : Шлюбне агентство / Agence matrimoniale — батько
- 1953 : Лукреція Борджа / Lucrèce Borgia — медик
- 1953 : Справа Мауриціуса / L'affaire Maurizius — президент
- 1954 : У вашій душі і свідомості / En votre âme et conscience (т/с)
- 1955 : Бродячі собаки без нашийників / Chiens perdus sans collier — дідусь Франсіса
- 1956 : Людина і дитина / L'homme et l'enfant — Фелікс Мерсьє
- 1957 : Бандити / Les truands — дідусь
- 1958 : Знедолені / Les misérables — панотець Мабеф
- 1959 : Потерпілі в корабельній аварії / Les naufrageurs — кюре